# Store og gode Handlinger af Danske, Norske og Holstenere
Store og gode Handlinger af Danske, Norske og Holstenere er et biografisk-historisk værk skrevet af Ove Malling som udkom første gang i 1777.

## Baggrunden
I 1776 fremkom loven om Indfødsretten under Ove Høegh-Guldbergs ledelse. Den var en del af en bølge af interesse for nationaliten som florerede under Guldbergs styre som en reaktion mod den fortrinsvise tyske karakter under Struensee. Nationalitetsfølelsen omfattede alle borgere under Helstaten, dvs danskere, nordmænd og slesvig-holstenere. Allerede inden indfødsretsloven havde Høegh-Guldberg planer om, at denne opfattelse skulle udbredes til den bredere befolkning, i det forordningen om latinskoler af 11. maj 1775 sagde, at der i pensum bl.a. skulle indgå "en Samling af berømmelige og gode Danskes, Norskes og Holsteneres Handlinger, hvilken skal besørges udgiven".
Det blev pålagt forfatteren Ove Malling at udarbejde værket. Foruden en styrkelse af nationalfølelsen for helstatens borgere, skulle værket også være en hyldest til den danske enevælde. Historikeren Erich Christian Werlauff nævner i sine erindringer, at det blev pålagt Malling at indskrænke sit stof til perioden efter enevældens indførelse 1660. Værket har da også kun medtaget ganske få personer fra før denne periode.
Store og gode Handlinger er opbygget med inspiration efter den romerske historiker Valerius Maximus, som opbyggede sit værk med historiske anekdoter i forskellige afsnit efter de dyder, som de omhandlede. Bogen var opbygget som et klassisk eksempel på den romersk inspirede "historia magistra vitae"-tradition, som skulle styrke en officiel statspatriotisme.

## Værkets opbygning
Bogen er opdelt i 18 kapitler omhandlende hver sin dyd:
1. Religion
2. Menneskekierlighed
3. Høimodighed
4. Kierlighed til Fædrelandet
5. Kiekt mod
6. Standhaftighed
7. Tapperhed
8. Snildhed
9. Sindighed
10. Ædelmodighed
11. Retfærdighed
12. Trofasthed
13. Embeds-Iver
14. Vindskibelighed
15. Flid i Studeringer
16. Goddædighed
17. Store Fortienester af Staten

Hvert kapitel indledes med en kort beskrivelse af den omhandlede dyd, og derefter følger en del korte afsnit med anekdoter eller småbiografier over personer, som har udmærket sig indenfor denne.

## Indflydelse
Værket blev, foruden at være standardpensum i skolerne, yderst populært i den brede befolkning, og forblev som sådan langt op i 1800-tallet. I 1836 skrev en præst i Serup mellem Silkeborg og Viborg, som bestyrede et lokalt sognebibliotek, at hans eksemplar af bogen var "ganske lemlæstet af at gaae igjennem de mange Hænder", og ved bibliotekets åbning kort tid før havde adskillige lånere skrevet sig op på forhånd for at låne bogen. Værket udkom i adskillige oplag, og senest i 1992 i Det Danske Sprog- og Litteraturselskabs klassikerserie.